# Free UPX
Free UPX – wyspecjalizowana nakładka graficzna na popularny kompresor UPX. Program umożliwia kompresję i dekompresję plików wykonywalnych zgodnych ze specyfikacją Microsoft Portable Executable and COFF Specification (większość plików EXE, DLL, OCX, BPL, CPL). Można z niego korzystać zarówno do celów komercyjnych jak i tych niekomercyjnych. Program cechuje się bardzo prostą obsługą – użytkownik musi tylko przeciągać wybrane pliki do okna programu, wybrać profil i nacisnąć kompresja, lub dekompresja.